# Margot Frank

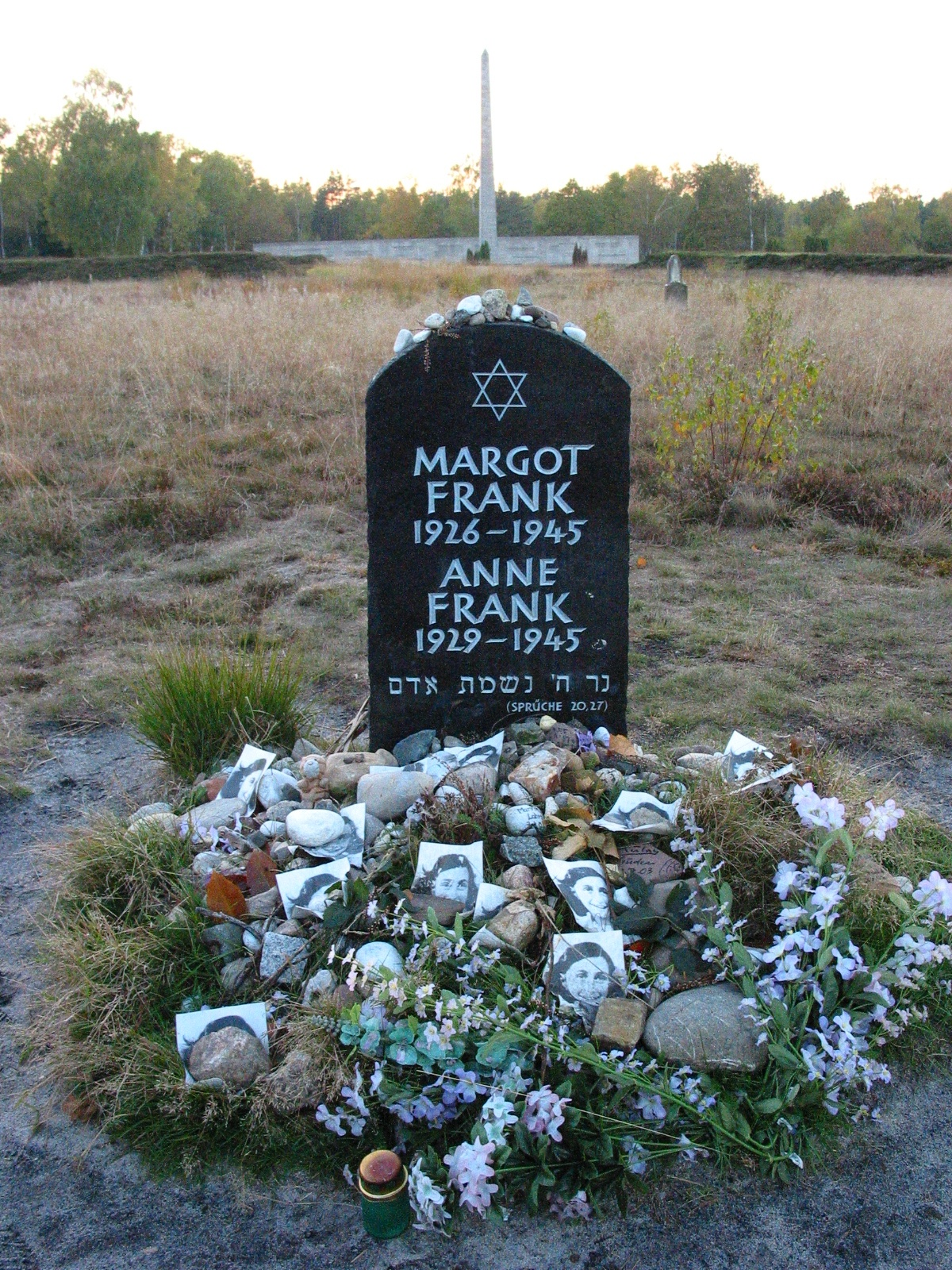
gedenksteen in Bergen-Belsen

Margot Betti Frank (Frankfurt am Main, 16 februari 1926 – Bergen-Belsen, februari of maart 1945) was een uit Duitsland afkomstig Joods slachtoffer van de Holocaust. Ze heeft bekendheid gekregen als de drie jaar oudere zus van de beroemde Joodse dagboekschrijfster Anne Frank. Beiden overleden kort voor de bevrijding in het concentratiekamp Bergen-Belsen aan de gevolgen van vlektyfus.

## Eerste levensjaren in Duitsland
Margot werd in 1926 geboren als de eerste dochter van Otto Frank en Edith Frank-Holländer. Haar tweede voornaam herinnerde aan haar tante Bettina Holländer, die in 1914 op zestienjarige leeftijd was overleden. De familie Frank was liberaal joods. Haar vader Otto werkte voor het familiebedrijf, de Michael Frank Bank. Vanaf 1927 woonde Margot met haar ouders in een ruime huurwoning aan de Marbachweg in Frankfurt am Main.  In 1932 ging Margot naar de Ludwig-Richter-Schule, een openbare school in de buurt. Margot was vaak in de grote tuin van hun huis te vinden, waar ze speelde met buurtkinderen. Zodra haar zusje Anne, geboren in 1929, kon lopen was ze ook van de partij. Sommige buurtkinderen waren katholiek, anderen protestants of joods. Ze waren nieuwsgierig naar elkaars feesten. Margot werd uitgenodigd op het communiefeest van een van haar vriendinnetjes en als de familie Frank Chanoeka vierde mochten de buurtkinderen soms meedoen.  Toen het gezin in 1933 naar de Ganghoferstrasse verhuisde, moest Margot van school wisselen.
Margots ouders waren gealarmeerd toen in de zomer van 1932 groepen van de Sturmabteilung, getooid met hakenkruizen door de straten van Frankfurt am Main marcheerden. Luidkeels zongen ze: "Als het Jodenbloed van het mes af spat, dan gaat het eens zo goed" De Nationaal Socialistische Duitse Arbeiders Partij (NSDAP) van Adolf Hitler was de grootste partij van Duitsland en behaalde bij de verkiezingen van juli 1932 ruim 37% van de stemmen.  Een half jaar later kwam Adolf Hitler in Duitsland aan de macht. Het echtpaar Frank besloot te emigreren.

## Vluchten naar Nederland
Het hele gezin Frank woonde tot 1933 in Frankfurt am Main in Duitsland. Toen Adolf Hitler in 1933 in Duitsland aan de macht kwam, en het antisemitisme om zich heen greep, vluchtte de familie naar Nederland.  Dat het door de economische crisis slecht ging met de bank van de familie Frank was een extra motief. Vader Otto vertrok als eerste in de zomer van 1933 om zijn bedrijf Opekta op te zetten, een filiaal van het in 1928 in Keulen gestichte moederbedrijf Opekta GmbH. Moeder Edith reisde op en neer tussen Amsterdam en Aken, waar Anne en Margot tijdelijk bij hun oma Rosa Holländer in Aken logeerden, vlak bij de Nederlandse grens. Nadat er een woning in Amsterdam gevonden was, brachten twee broers van Edith Margot eind december naar haar ouders in Nederland. Anne arriveerde als laatste, in februari 1934. Het gezin woonde aan het Merwedeplein in een nieuwbouwwijk in Amsterdam Zuid, waar door de economische crisis veel huurhuizen leeg stonden en waar zich veel andere Duits-Joodse vluchtelingen vestigden.

## Onbezorgde jaren
Margot volgde vanaf januari 1934 tot juli 1938 lager onderwijs aan de Jekerschool waar ze in de 2e klas startte. Margot was netjes, rustig, een ijverige leerlinge. Ze moest Nederlands leren en nadat ze de nieuwe taal vlug eigen had gemaakt haalde ze goede cijfers op school. Margot had al snel een kring van vrienden en vriendinnen met wie ze onder meer roeide, tenniste en schaatste. Margot Frank groeide op in een liberaal joods gezin. De Franks hechtten waarde aan joodse tradities en feestdagen, maar volgden niet alle religieuze voorschriften. Met haar moeder bezocht Margot regelmatig de synagoge van de Liberaal Joodse Gemeente in Amsterdam. Ze ging naar Joodse les en werd in 1940 lid van de zionistische jeugdvereniging Makkabi Hazair. Margot had als droom om na de oorlog naar het toenmalige Mandaatgebied Palestina te emigreren en daar kraamverzorgster te worden.
Margots ouders maakten zich grote zorgen over de ontwikkelingen in nazi-Duitsland, maar lieten daarvan niets merken aan hun dochters. Margot kende net als haar zus Anne onbezorgde jaren. Ze speelde met haar vrienden en vriendinnen, ging zomers geregeld met haar familie naar het strand of op bezoek bij familie in Zwitserland, en in de winter schaatste ze graag. Toch ontging de dreiging van nazi-Duitsland haar niet. Want in april 1940 schreef ze aan een correspondentievriendinnetje in de VS: "We voelen ons nooit veilig, omdat we direct aan Duitsland grenzen en maar een klein landje zijn".

## Nederland bezet
Margot ging naar het Gemeentelijk Lyceum voor Meisjes. Op 10 mei 1940 viel Duitsland Nederland binnen en volgde al snel de een na de andere anti-Joodse maatregel. Toen het in de zomer van 1941 in Nederland voor Joden verboden werd om naar niet-Joodse scholen te gaan, gingen Margot en Anne naar het Joods Lyceum. Duitse-Joodse vluchtelingen, onder wie ook Margot Frank en haar familie, werden op 25 november 1941 met de inwerkingtreding van het nieuwe Reichsbürgergesetz hun Duitse nationaliteit ontnomen die ze nog hadden. De familie werd op dat moment staatloos. Joden werden steeds meer uit het openbare leven verbannen. Vanaf 1 mei 1942 moest Margot net als haar zus en alle andere Joden in Nederland een gele ster dragen.

## Onderduiken in Het Achterhuis
Op zondag 5 juli 1942 kreeg Margot Frank, zestien jaar oud, als enige van het gezin een oproep voor `tewerkstelling in Duitsland'.  Ze behoorde tot de eerste groep Joden in Nederland die een dergelijke oproep ontving, onder hen bevonden zich vooral Duitse Joden. Het was het begin van de systematische deportaties van Joden uit Nederland. Otto en Edith Frank hadden al vanaf begin 1942 voorbereidingen getroffen om onder te duiken. Otto Frank was met behulp van een aantal personeelsleden begonnen om een schuilplaats in te richten in het achterhuis van zijn bedrijf Opekta aan de Prinsengracht 263. Het plan om te gaan onderduiken werd door de oproep vervroegd. De familie besloot direct de volgende dag naar de schuilplaats te vertrekken. Die avond, op 5 juli, kwamen Jan en Miep Gies langs om nog een paar laatste dingen op te halen en de volgende ochtend vroeg gingen Miep en Margot op de fiets naar de Prinsengracht. Anne, Otto en Edith liepen met zijn drieën (een half uur later dan Margot) ook naar het achterhuis.   In het voorhuis en in het magazijn werkte personeel, waarvan slechts enkelen op de hoogte waren van de onderduikers: de vier helpers, Miep Gies, Bep Voskuijl, Johannes Kleiman, Victor Kugler en de vader van Bep Voskuijl die een boekenkast voor de deur naar het achterhuis maakte, zodat het een geheime schuilplaats werd.
Op 13 juli 1942 voegden Peter, Auguste en Hermann van Pels zich bij de familie Frank in het Achterhuis. Hermann van Pels was een zakenpartner van Otto Frank en de twee families waren bevriend. De Duits-Joodse familie Van Pels kwam uit Osnabrück. In het dagboek van Anne wordt deze familie Van Daan genoemd. In november 1942, kwam er een achtste onderduiker bij: Fritz Pfeffer, die als Duitse Jood ook zijn vaderland was ontvlucht. Margot sliep vanaf die dag bij haar ouders op de kamer en Anne deelde haar kamertje met Fritz Pfeffer.
In het achterhuis moesten Margot Frank en de andere onderduikers overdag muisstil zijn. Margot las en leerde veel; ze werkte zo hard omdat ze geen achterstand op school wilde op lopen. Tijdens de onderduik volgde Margot onder meer een schriftelijke cursus ‘Elementair Latijn’ bij de LOI op naam van helpster Bep Voskuijl.  Toen op 6 juni 1944 de geallieerden in Normandië landden (D-day) was het achterhuis in opschudding en herleefde de hoop dat de oorlog snel afgelopen zou zijn. Anne schreef in haar dagboek: "Margot zegt dat ze in september misschien naar school kan." Net als haar zus hield Margot in het achterhuis een dagboek bij, maar dat is verloren gegaan.

## Ontdekking
Na meer dan twee jaar ondergedoken te zijn in Het Achterhuis, werden de acht onderduikers verraden en ontdekt (zie: Het verraad van Anne Frank). Op 4 augustus 1944 werden ze door de Sicherheitsdienst en Nederlandse politieagenten gearresteerd. SS-Hauptscharführer Karl Silberbauer had de leiding. Ook Victor Kugler en Johannes Kleiman, twee van hun helpers werden opgepakt. De acht onderduikers verbleven vier dagen in de gevangenis en werden op 8 augustus 1944 in een trein naar kamp Westerbork getransporteerd. Omdat ze zich niet vrijwillig hadden gemeld kwamen ze terecht in de strafbarak. Overdag moesten ze batterijen uit elkaar halen. Dit was smerig en ongezond werk.

## Auschwitz-Birkenau en Bergen-Belsen
Op 3 september 1944 werd Margot, samen met de andere onderduikers vanuit kamp Westerbork gedeporteerd. Het was de laatste trein die vanuit het doorgangskamp naar Auschwitz zou vertrekken.  Na een verschrikkelijke treinreis van drie dagen kwamen ze op 6 september in het donker aan op het perron van het vernietigingskamp  Auschwitz-Birkenau in het bezette Polen. De acht onderduikers doorstonden selectie voor de gaskamers.De mannen en vrouwen werden gescheiden van elkaar. Het was de laatste keer dat Margot Frank haar vader zag. Otto Frank, Hermann van Pels, Peter van Pels en Fritz Pfeffer werden naar het nabijgelegen kamp Auschwitz I weggevoerd. Margot, Anne, moeder Edith en Auguste van Pels bleven achter in het vrouwenkamp van Birkenau. Na enige tijd kreeg Anne schurft. Ze werd in het zogenaamde Krätzeblock (schurftblok) ondergebracht dat door een hoge muur gescheiden was van de rest van het kamp. Margot ging met haar mee en week niet van haar zijde.
Na een selectie tussen eind oktober en begin november 1944 werden Margot en Anne op transport gezet naar het overvolle concentratiekamp Bergen-Belsen, waar de omstandigheden verschrikkelijk waren. Er was nauwelijks eten en er heersten besmettelijke ziekten. De beide meisjes waren erg verzwakt en kregen hoge koorts. In het kamp stierf Margot in februari of maart 1945 nadat zij uit haar brits is gevallen. Zij stierf vrijwel direct, omdat zij ernstig was verzwakt door vlektyfus. Het was slechts een paar dagen voor Annes overlijden en een paar weken voor de bevrijding van het kamp Bergen-Belsen. Haar moeder Edith overleed in Auschwitz in januari 1945 door ziekte en verzwakking, haar vader Otto was de enige van de onderduikers uit het achterhuis die de Holocaust overleefde.